# Laussonne
Laussonne település Franciaországban, Haute-Loire megyében. Lakosainak száma 1019 fő (2022. január 1.). Laussonne Freycenet-la-Tour, Lantriac, Le Monastier-sur-Gazeille, Moudeyres, Saint-Front és Saint-Julien-Chapteuil községekkel határos.

## Népesség
A település népességének változása:
| Lakosok száma | 1124 | 1040 | 1063 | 981  | 1015 | 1011 | 1010 | 1009 | 1015 | 1019 |
|               | 1968 | 1982 | 1990 | 2006 | 2013 | 2015 | 2017 | 2019 | 2020 | 2022 |